# Čierne Pole
Čierne Pole és un poble i municipi d'Eslovàquia. Es troba a la regió de Košice, a l'est del país. El 2017 tenia 294 habitants.

## Història
La primera referència escrita de la vila data del 1422.

## Demografia
| Godina             | 1994 | 2004   | 2014   | 2024   |
| ------------------ | ---- | ------ | ------ | ------ |
| Nombre de persones | 300  | 307    | 282    | 307    |
| Diferència         |      | +2,33% | −8,14% | +8,86% |

| Godina             | 2023 | 2024   |
| ------------------ | ---- | ------ |
| Nombre de persones | 324  | 307    |
| Diferència         |      | −5,24% |